# جهاد أبو العسل
جهاد أبو العسل واسمه الكامل جهاد علي محمد يوسف (16 نوفمبر 1956 في مخيم عقبة جبر) سياسي ولاجئ فلسطيني، كان محافظًا لمحافظة أريحا والأغوار بين عامي 2018 و2023.

## حياته
وُلد أبو العسل في مخيم عقبة جبر جنوب غرب مدينة أريحا، لأسرة فلسطينية لاجئة نتيجة حرب 1948 من قرية البرية في قضاء الرملة. بعد إنشاء السلطة الفلسطينية انتسب إلى جهاز الأمن الوقائي، وعمل لاحقًا في الهيئة العامة للبترول الفلسطينية.
اعتقل الجيش الإسرائيلي أبو العسل عام 1976 وأمضى في سجونه عام ونصف فقط، ولاحقًا تكرر اعتقاله عدة مرات.
عام 1981 انضم لحركة فتح أثناء تواجده في الأردن، وانضم إلى القيادة الفلسطينية في تونس، وتدرج في المراتب التنظيمية حتى انتخب أمينًا لسرها في إقليم أريحا والأغوار عام 2012.
عُين في 13 سبتمبر 2018، محافظًا لمحافظة أريحا والأغوار.
في 27 نوفمبر 2019، احتجر جيش الاحتلال الإسرائيلي أبو العسل قرب أريحا.
في 10 أغسطس 2023 أحاله الرئيس محمود عباس للتقاعد.

## أوسمة
في 17 أغسطس 2023، منحه الرئيس محمود عباس نجمة الاستحقاق من وسام دولة فلسطين.